# Родні Вілкс
Родні Вілкс (11 березня 1925 — 24 березня 2014) — тринідадський важкоатлет.
Срібний призер Олімпійських Ігор 1948 року в напівлегкій вазі, бронзовий призер 1952 року в напівлегкій вазі, учасник 1956 року.
Переможець Ігор Співдружності 1954 року в напівлегкій вазі, бронзовий призер 1958 року в напівлегкій вазі.
Переможець Панамериканських ігор 1951 року в напівлегкій вазі.